# Brooklyn Heights (Ohio)
Brooklyn Heights ist ein Village im Cuyahoga County, Ohio, Vereinigte Staaten. Die Bevölkerungszahl betrug bei der Volkszählung im Jahr 2000 1558 Einwohner. Das Gemeindegebiet liegt westlich des Cuyahoga Rivers und umfasst 4,6 Quadratkilometer.

## Geschichte
Bis 1903 gehörte Brooklyn Heights zum Brooklyn Township. Wegen der hohen Steuern im Township beschlossen die Einwohner von Brooklyn Heights, eine eigene Gemeinde zu gründen. Die Ortschaft war durch den Gemüseanbau und ihre Gewächshauskulturen wohlhabend geworden. Um 1885 hatte Gustav Ruetenik mit seinen Söhnen hier ein erstes kleines Glashaus errichtet und bald folgte eine Reihe weiterer Gewächshäuser entlang der heutigen Schaaf Road.
Das erste Rathaus wurde bald nach der Eigenständigkeit als Gemeinde erbaut. Gebrauchte Gefängniszellen wurden von der Stadt Cleveland gekauft und waren bis 1960 in Gebrauch. 1930 wurde ein neues Rathaus erbaut, das 1973 vom Neubau eines Gemeindezentrums abgelöst wurde. Dieses beherbergt bis heute auch die Feuerwehr, die Polizeistation und andere Gemeindeeinrichtungen.